# Aeroportul Saint-Louis
Aeroportul Saint-Louis (IATA: XLS, ICAO: GOSS) este un aeroport din Saint-Louis, Département de Saint-Louis⁠(d), Regiunea Saint-Louis, Senegal ce deservește zona Saint-Louis. A fost deschis în 1927 și numit după zona deservită.
Situat la o altitudine de 3 m, aeroportul dispune de 2 piste.

## Infrastructură

### Piste
Aeroportul dispune de 2 piste. Pista 18/36 are suprafața de asfalt. Pista 01/19 are suprafața de Iarbă. 